# Ревазишвили, Георгий Зурабович
Георгий Зурабович Ревазишвили (груз. გიორგი ზურაბის ძე რევაზიშვილი; 31 марта 1977) — грузинский футболист, защитник.

## Карьера

### Клубная
С 1993 по 1997 четыре сезона играл за клуб «Дила» в Высшей лиге Грузии.

### В сборной
В 1998 году сыграл в товарищеском матче олимпийской сборной Грузии против России. В ноябре 1998 вышел на замену в товарищеском матче против сборной Эстонии.

## Достижения
- Серебряный призёр чемпионата Молдавии (1): 1999/00